# Tidslinje for solenergi
Kort og godt de vigtigste hændelser i solenergiens historie.

## -1800
Gennemgang af de vigtigste hændelser frem til 1800.
Liv (organismer) laver den første fotosyntese for ca. 3.700 millioner år siden i æonen PrækambriumLivet udviklede sig og begyndte at anvende solbaseret fotosyntese. En lille smule af solenergien konverteres til nyttig energi for de formodede cyanobakterier. Som spildprodukt blev der dannet oxygen i store mængder. Oxygenet blev hurtigt bundet i kemiske reaktioner, primært med jern, indtil den oxidérbare del af jordskorpen blev mættet. For 1.800 millioner år siden dannedes jordens oxygenrige atmosfære og sikkert også et ozonlag, som skærmer jorden mod skadelig UVB og UVC, der sikkert tidligere har trængt 0,5..1 m ned i verdenshavene og vanskeliggjort liv her. 
Solovn – 1767Den schweiziske fysiker Horace-Bénédict de Saussure (17. februar 1740 – 22. januar 1799), byggede den første solovn (i vesten), solovnen bestod at en masse spejle og kunne nå en top temperatur på 200°.

## 1800-tallet
Gennemgang af de vigtigst hændelser fra 1800-tallet.
Første solcelle – 1884Americaneren Charles Fritts opfandt den første virkende solcelle, med en effekt på omkring 1% af solens energi. Solcellen indholdet bl.a. selenium og guld, hvilket gjorde den for dyr til andet end forskning.
Første patent – 1888Americaneren Edward Weston modtager det først patent på teknologi relateret til solenergi (US389124).
Første solenergi firma – 1892Amerikaneren Aubreay Eneas begynder eksperimenter med soldrevne biler. Han lavede også det første solkraft firma, kaldt "The Solar Motor Company" (1900-1905).

## 1900-tallet
Gennemgang af de vigtigst hændelser fra 1900-tallet.
Kobberoxid celle – 1904Wilhelm Hallwachs laver den første kobberoxid solcelle.
Brugen af silicium – 1954Calvin Fuller, Gerald Pearson og Daryl Chaplin hos Bell Labs, opdagede ved et tilfælde at silicuim er en god halvleder i solceller, og der medførte en solcelle effektivitet på 6%.
Første kommercielle solcelle – 1956Den første kommercielle solcelle blev sat til salg for offentligheden til 300$ pr. Watt. Den blev, på sin pris, brugt i radioer og legetøj.
Solovnen ved Odeillo1963-69 bygger den franske stat en solovn ved Odeillo i Pyrenæerne. Den producerer en varme, som svarer til 1000 kW, hvilket betyder, at metaller kan bringes på dampform i ovnens brændpunkt.
Oliekrisen – 1970På grund af oliekrisen, bliver der for alvor sat skub i udviklingen af alternativ energi og prisen falder til 20$ pr. watt.
500 kW på verdensplan – 1977Produktionen af strøm via. solceller når op på 500 kW på verdensplan.
20 MW på verdernsplan – 1983Produktionen af strøm via. solceller når op på 20MW på verdensplan.
20% udnyttelse – 1985The University of South Wales bryder 20% effektivitetsbarrieren på siliciumsolceller.
Tynd films solceller – 1992The University of South Florida udvikler en tyndfilms solcelle med en effektivitet på 15,89%.
1000MW på verdensplan – 1999Produktionen af strøm via. solceller når op på 1000MW på verdensplan.

## 2000-
Gennemgang af de vigtigst hændelser fra 2000 og frem.
PEC-solcelle – 2004Den første PEC (Photoelectrochemical cell) solcelle bliver udviklet (Solcelle uden silicium).
Fuldspekret InGaN solcelle – ca. 2005Det opdages at solceller baseret på InGaN kan anvendes til at lave fuldspektrede solceller med virkningsgrader fra 50% (2 diodeovergange) til 56% (3 diodeovergange).
Solceller formodes at kunne anvende kvanteøer – ca. 2005Solceller som anvender kvanteøer spås høj virkningsgrad; mere end 65%.
Tyskland – 2012De tyske solenergianlæg satte rekord den 25. og 26. maj. I middagstimerne de to dage producerede anlæggene 22 gigawatt strøm, svarende til næsten 50% af Tysklands samlede strømforbrug eller den energi 20 tyske atomkraftværker ville kunne have produceret